# Поцех
Поцех (біл. Поцех) — озеро в Браславському районі Вітебської області на півночі Білорусі. Розташоване за 10 км від Браслава, поблизу села Слобідка. Належить до групи Браславських озер.
Поцех розташований у басейні річки Друйка. Площа озера становить 1,35 км². Найбільша глибина озера — 9,1 м. Довжина — 2,55 км, найбільша ширина — 0,95 км. Довжина берегової лінії — 9,72 км. Об'єм води в озері складає 4,52 млн м³, площа водозбору озера — 28,6 км².
Схили котловини озера мають висоту до 10 метрів.
До глибини 1,5 метра дно піщане, місцями — глиняне.
Надводна рослинність в озері поширена до глибини 1,5 метри, підводна — до глибини 2—2,5 метри.
Водойма з'єднана протокою з озером Недрава, також у Поцех впадає струмок з озера Ільменак.
Озеро є місцем для відпочинку, входить у туристичні маршрути.